# Gümüşhane
Gümüşhane er en by i Tyrkiets sortehavsregion. Byen er administrativt centrum i Gümüşhane-provinsen og Gümüşhane-distriktet. Byen havde i 2022 39.214 indbyggere. Byen ligger langs Harşit-floden, ca. 64 km sydvest for Trabzon. Byen ligger i en højde af 1.153 m.o.h.

## Historie

### Tidligste historie og byzantinske periode
Forskere har spekuleret i, at bosættelsen Thia (Θεία på græsk, en bosættelse fra romersk, senromersk og byzantinsk periode) muligvis lå godt 6 km vest for det nuværende Gümüşhane, i den nuværende by Beşkilise. I den byzantinske periode var der en by ved navn Tzanicha eller Tzantzakon (Τζάνιχα, Τζάντζακον på byzantinsk græsk), der formentlig lå godt 3 km vest for det nuværende Gümüşhane.
Omkring år 840 e.Kr. blev området inkluderet i den nye romerske (byzantinske) provins Chaldia (Χαλδία). Byen blev senere regeret af det byzantinske imperium Trebizond.
I middelalderen var en af de vigtigste fæstninger på vejen, der forbandt Trabzon med Erzincan, den byzantinske fæstning, der lå omkring 2 km nordvest for moderne Gümüşhane.
Under det byzantinske riges forfald blev området en del af Trebizond-riget.

### Under osmannerne
I 1461 blev Trebizond-riget, og dermed også Gümüşhane, erobret af osmannerne. Gümüşhanes sanjak blev underlagt Rum-provinsen, og senere Erzurum-provinsen og herefter Trabzon-provinsen.
Området omkring Gümüşhane er rigt på mineraler og metaller, og der blev efter osmannernes erobring intensiveret minedrift i området og byen blev præget af de mange tilflyttende minearbejdere. Sultan Murad ΙΙΙ (1574-1595) ser ud til at have givet ekstra privilegier til de ledende minearbejdere, og byen blomstrede og blev snart et centrum for hellenismen. På det tidspunkt havde den 60.000 indbyggere og blev et handelscentrum. I 1650 blev stiftet ophøjet til ærkebispedømmestatus, og hundredvis af kirker og templer blev bygget. Byens indtægter førte til øget velstand, og i 1700-tallte åbnede flere skoler i byen, herunder det græske undervisningscenter Frontistirion, der åbnede i 1723. Undervisningscentret blev en uddannelsesinstitution og et åndeligt centrum i regionen.
Den græsktalende befolkning anvendte i den osmanniske periode også navnet Gümüşhane (Γκιμισχανά og Κιουμουσχανά), men i de første årtier af 1800-tallet blev det græske navn Argiroupoli (Αργυρόπολις, fra argyros "sølv" og polis "by") brugt. Der blev imidlertid senere opdaget nye mineraler længere væk fra byen, hvilket resulterede i en stor udvandring af minearbejdere fra Argyropolis til de nye miner. Et yderligere dramatiske fald i befolkningen fulgte efter den russisk-tyrkiske krig i 1829-30, hvor mange græske pontinere i området samarbejdede med den russiske hær, eller bød den velkommen, da den besatte området. For at undslippe forventelige tyrkiske gengældelser fulgte størstedelen af den pontisk-græske befolkning den russiske hær, da den trak sig tilbage til Georgien og det sydlige Rusland . I disse år voksede spændingerne mellem de kristne grækere (rum) og den muslimske befolkning også på grund af den græske revolution og den offentlige tilbagevenden til græsk ortodoksi hos mange af pontiske grækere, der overfladisk havde adopteret tyrkisk islam i den tidlige osmanniske periode, men som privat var forblevet kryptokristne.
Byen blev besat af den russiske hær den 20. juli 1916, men russerne trak sig tilbage den 15. februar 1918 efter zarens fald og den russiske revolution. Efter det pontisk-græske folkedrab (1914-1923) lykkedes det flere etniske pontiske grækere at flygte til Grækenland og den nordlige provins Makedonien. Ved Befolkningsudvekslingen i 1923 mellem Grækenland og Tyrkiet flyttede de resterede pontiske grækere Grænkenland, herunder til byen med det tilsvarende navn (Argyropolis) i Attika i Grækenland. Efter 1923 var der ingen ortodokse tilbage i regionen.

## Geografi
Gümüşhane er omgivet af høje bjerge, Zigana-Trabzon-bjergene mod nord, Çimen-bjergene mod syd, Giresun- bjergene mod vest og Pulur- og Soğanlı-bjergene mod øst. Trekking er en populær sport i disse bjerge. Bjerget Zigana (med tinde 3.331 m.o.h.) har et skicenter, og er en velbesøgt turistdestination for vintersport. Området indeholder mange søer og naturparker med et rigt dyre- og fugleliv.
Området indeholder adskillige store og små huler, som følge af områdets rige forekomster af bl.a. kalksten.

## Klima
Gümüşhane har et fugtigt kontinentalt klima (Köppen klimaklassifikation : Dsb, grænser op til Dfb, eller Trewartha klimaklassifikation: Dc ) med kolde og snedækkede vintre og varme somre. I højsommeren i juli og august, kommer temperaturerne ved middagstid normalt over 28 °C, sommernætterne har en tendens til at blive meget kølige på grund af Gümüşhanes kontinentale karakter. Om vinteren falder temperaturerne normalt til -10 °C og endda så lavt som -20 °C af og til.

Højeste registrerede temperatur er 41,1 °C målt den 2. august 2017. Laveste registrerede temperatur er -25,7 °C målt den 22. februar 1985 

## Køkken
Pestil og köme er berømte desserter fra Gümüşhane, lavet af morbær, honning, hasselnødder, valnødder og mælk. Udover köme og pestil er hyben, æbler og valnødder ofte benyttet i de lokale fødevarer, der anvendes i de mange forskellige desserter, der er blandt de regionale specialiteter i Gümüşhane. Byens rige madkultur er ikke begrænset til desserter og kager. : mantı, lemis, erişte, borani, kuymak, evelek, dolmas ı og siron er blandt specialiteter i Gümüşhane. 

## Økonomi
Historisk set havde Gümüşhane morbærplantager til silkeavl . 

## Galleri
- Ecel-klipperne i Gümüşhane
- Gümüşhane-bjergene
- Ruiner i Gümüşhane
- Zigana Torul i Gümüşhane